# CinemaSonics
CinemaSonics je druhé sólové studiové album amerického hudebníka Douge Wimbishe. Vydalo jej v květnu roku 2008 hudební vydavatelství Yellowbird. Jde o jeho první album po devíti letech. Jeho první deska Trippy Notes for Bass vyšla v roce 1999. Jako producenti se na albu podíleli například Bernard Fowler, Adrian Sherwood či Češi Michal Vaniš a Milan Cimfe. Na albu rovněž hrálo několik dalších českých hudebníků.

## Seznam skladeb
1. „Revolution“ – 2:52
2. „Trance (Make My Own Reality)“ – 4:53
3. „Scary Man“ – 6:02
4. „Homeless“ – 5:25
5. „Danger“ – 3:55
6. „Rockin' Shoes“ – 4:17
7. „Silent Footsteps/Minor Departure“ – 6:56
8. „Swirl“ – 3:34
9. „Broadcasting“ – 6:22
10. „I Wanna Know“ – 4:42
11. „Special Request“ – 6:00
12. „No Release, No Surrender“ – 4:59
13. „Easy Philosophy“ – 4:13

## Obsazení
- Doug Wimbish – baskytara, kytara, klávesy, zpěv
- Milan Cimfe – bicí, perkuse, zpěv
- Nick Coplowe – kytara
- Pavel Dirda – klavír, klávesy
- Pete Lockett – perkuse
- Skip McDonald – kytara, klávesy
- Sas Bell – zpěv
- William Seward Burroughs – mluvené slovo
- Will Calhoun – bicí
- Bernard Fowler – zpěv
- Kevin Gibbs – zpěv
- Hari Haran – doprovodné vokály
- Jazzwad – programování
- Keith LeBlanc – bicí
- Jiri Majzlik – trubka
- Stepan Markovic – saxofon
- Petr Ostrouchov – mandolína
- Quartet Apollon – smyčce
- Sister Carol – zpěv
- Bernie Worrell – klávesy
- Dave Flash Wright – saxofon, flétna